# Leucohya magnifica
Leucohya magnifica är en spindeldjursart som beskrevs av William B. Muchmore 1972. Leucohya magnifica ingår i släktet Leucohya och familjen Bochicidae. Inga underarter finns listade i Catalogue of Life.